# Eins, Zwei, Polizei
Eins, Zwei, Polizei è il primo singolo del cantante italiano Mo-Do, estratto nel 1994 dall'album Was Ist Das?, pubblicato nel 1995. 
Il testo della canzone, prodotta da Claudio Zennaro, riprende quello di una filastrocca per bambini e ripete ossessivamente la filastrocca in versione eurodance/techno. La canzone riscosse grande successo in tutta Europa, raggiungendo la prima posizione nella classifica dei singoli in Austria, Germania e Italia.

## Altre versioni
Il brano è stato remixato e ripubblicato varie volte. Nel 1995 fu mixato dal dj cileno XTC, nel 2000 ripubblicato in un remix realizzato da Maurizio Ferrara, nel 2008 con remix realizzati dai dj tedeschi Blutonium Boy e Floorfilla e nel 2019 fu rivisitata dal dj turco-olandese Ummet Ozcan.

## Tracce
CD
1. Eins, Zwei, Polizei (gendarmerie mix, radio edit) – 3:20
2. Eins, Zwei, Polizei (gendarmerie mix) – 5:12

CD maxi
1. Eins, Zwei, Polizei (radio mix) – 3:12
2. Eins, Zwei, Polizei (gendarmerie mix) – 5:12
3. Eins, Zwei, Polizei (club mix) – 5:05
4. Eins, Zwei, Polizei (Einstein Dr. DJ Konzept) – 4:05
5. Eins, Zwei, Polizei (akkappella) – 0:55

CD maxi
1. Einz, Zwei, Polizei (gendarmerie mix) – 5:12
2. Einz, Zwei, Polizei (extended remix) – 7:25
3. Einz, Zwei, Polizei (polizei mix) – 5:25

Vinile 7"
1. Eins, Zwei, Polizei (gendarmerie mix) – 5:12
2. Eins, Zwei, Polizei (club mix) – 5:05

Vinile 12"
1. Eins, Zwei, Polizei (gendarmerie mix)
2. Eins, Zwei, Polizei (club mix)
3. Eins, Zwei, Polizei (Einstein Dr. DJ Konzept)
4. Eins, Zwei, Polizei (akkappella)

CD maxi - Remixes
1. Eins, Zwei, Polizei (radio edit) – 3:25
2. Eins, Zwei, Polizei (extended remix) – 7:26
3. Eins, Zwei, Polizei (polizei mix) – 5:25
4. Eins, Zwei, Polizei (original radio mix) – 3:12
5. Eins, zwei, Polizei (gendarmerie mix) – 5:12
6. Eins, zwei, Polizei (Einstein Dr. DJ Konzept) – 4:05

12" maxi - Remixes
1. Eins, Zwei, Polizei (extended remix) – 7:26
2. Eins, Zwei, Polizei (polizei mix) – 5:25
3. Eins, Zwei, Polizei (radio edit) – 3:25